# Pont Kénogami
Pour les articles homonymes, voir Kénogami.
Le pont Kénogami (ou pont de Kénogami) est un pont routier qui franchit la rivière Saguenay, reliant les anciennes villes de Kénogami et de Shipshaw. Il fut ouvert à la circulation au début juin 1972. Il s'agit d'un pont semi-haubané.

## Caractéristiques
- Longueur : 137 m, selon le site Structurae[2].